# Ptinus angustithorax
Ptinus angustithorax is een keversoort uit de familie klopkevers (Ptinidae). De wetenschappelijke naam van de soort werd in 1987 gepubliceerd door Xavier Bellés.